# Георги Посерото
Георги Посеров - Посѐрото е български хайдутин от XIX век.

## Биография
Той е роден между 1840 и 1846 година в сярското село Горно Броди, което тогава е в Османската империя. Става войвода на хайдушка чета, която действа в Сярско, Неврокопско и Мелнишко. Често действа съвместно с други войводи от Източна Македония, като Тодор Паласкаря и Вангел Япов. Подпомага гръцкото въстание „Мадема“. След потушаването му пак хайдутува и привлича около себе си и нови хора.
Според една версия се присъединява с другарите си към четата на Ильо войвода. При едно сражение в Беласица, четата на Ильо войвода е обградена от османски войски. Георги Посерото е тежко ранен и по негова молба е убит от Тодор Паласкаря, за да не попадне в плен. Според друга версия става четник при Илия Кърчовалията, а сетне при Атанас Тешовалията и Яне Сандански. Тежко ранен в сражението в Беласица е убит от четник на Михаил Скендеров през 1907 година.